# 名鉄インプレス
株式会社名鉄インプレス（めいてつインプレス、英: Meitetsu Impress Co., Ltd.） は、名古屋鉄道株式会社（名鉄）文化レジャー事業部の分社化により設立された連結子会社で、レジャー施設運営を行う名鉄グループの企業である。
社名の「インプレス」（Impress）は英語で「感動」を意味する。

## 概要
2003年（平成15年）1月に名鉄が発表した経営合理化策において、不採算部門とされた同社のレジャー部門をグループ経営により合理化を図ることを目的に発足した。同社の直営施設である南知多ビーチランドと日本モンキーパークの資産・経営権を譲受し、それ以外の名鉄の直営レジャー施設は所有者から受託運営の形で営業されている。なお、同年11月に閉園・廃業した内海フォレストパークは移管されず、名鉄の直轄下で閉園となった。
運営施設の広告・チラシ類は、電通名鉄コミュニケーションズが製作している。

## 沿革
- 2003年（平成15年）10月1日 - 名古屋鉄道の文化レジャー事業部の分社化により設立。
- 2009年（平成21年）12月 - 「ウエスコ・名鉄インプレス・アクアート特定業務共同事業体」が神戸市立須磨海浜水族園の運営を受託することで神戸市と合意した。2010年（平成22年）4月から2014年（平成26年）3月末日までの4年間指定管理者として管理・運営を行うこととなる[1]。

## 主な運営施設

### テーマパーク

#### アミューズメント
- 日本モンキーパーク
- 南知多ビーチランド&南知多おもちゃ王国

#### 文化施設
- 博物館明治村
- 野外民族博物館リトルワールド

### カルチャー・スポーツ
- 名鉄カルチャースクール名駅
- コミュニティサロン植田
- アスキッズ植田
- コミュニティサロン西春
- スイミングスクール新瀬戸
- スイミングスクール岩倉
- スイミングスクール刈谷
- スイミングスクール半田
- テニススクール

### スーパー銭湯
- ゆのゆ TOYOHASHI

### 指定管理業務
- 神戸市立須磨海浜水族園（2010年 - 2020年）

## クレジット決済
2006年（平成18年）6月1日より、博物館明治村・野外民族博物館リトルワールド・日本モンキーパーク・南知多ビーチランドにQUICPay対応のCAT端末(CARDNET)を導入し、クレジット決済の取扱開始。ただし、館内売店等の大半は（明治村は全店舗）設置されておらず現金払いのみ。

### 名鉄インプレスカード
セディナCFメディアカード（ハウスカード）との提携カードとして「名鉄インプレスカード」がある。テーマパーク施設で提示することにより当日券の割引が受けられ（現金支払いのみ）、名鉄メディアカード（ハウスカード）として、名鉄線の定期券等をクレジット決済することが可能。クレジット利用者を対象に南知多ビーチランドなどの無料招待券が年2回、明細書に同封される特典があったが、2013年発行Media通信10月号「342」にて同年8月実施分にて無料招待サービス終了との告知がされた。